# Ustheje
Ustheje är en ort i Mexiko.   Den ligger i kommunen Ixmiquilpan och delstaten Hidalgo, i den sydöstra delen av landet, 130 km norr om huvudstaden Mexico City. Ustheje ligger 2 062 meter över havet och antalet invånare är 111.
Terrängen runt Ustheje är varierad, och sluttar söderut. Runt Ustheje är det ganska tätbefolkat, med 60 invånare per kvadratkilometer. Närmaste större samhälle är Ixmiquilpan, 13,6 km söder om Ustheje. Trakten runt Ustheje består i huvudsak av gräsmarker.